# José Cristóbal Sorní

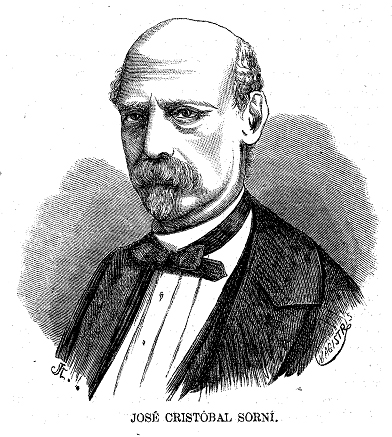
Retrato de José Cristóbal Sorní en La Ilustración Popular, 1873.

José Cristóbal Sorní y Grau (Valencia, 10 de julio de 1813 – Madrid, 8 de abril de 1888) fue un político español, ministro de Ultramar en 1873, durante la Primera República Española.

## Biografía
Abogado de profesión, iniciará su carrera política en el Partido Progresista, por el que resultará elegido diputado por Valencia en las elecciones de 1854.
Tras la Revolución de 1868 formará parte, entre el 30 de septiembre y el 5 de octubre de 1868, como vocal de la Junta Revolucionaria Interina y seguidamente como diputado, hasta el 19 de octubre, de la Junta Superior Revolucionaria.
En 1869 formó parte asimismo de las Cortes Constituyentes elegidas tras las elecciones de ese año tras resultar nuevamente elegido por la circunscripción de Valencia, elección que revalidó en los cuatro siguientes procesos electorales convocados entre 1871 y 1873.
Tras la proclamación de la Primera República Española ocupó la cartera de ministro de Ultramar, entre el 24 de febrero y el 11 de junio de 1873, bajo la presidencia de Estanislao Figueras, y seguidamente, hasta el 28 de junio de ese mismo año, ya bajo la presidencia de Pi y Margall.